# Groupe D des éliminatoires du Championnat d'Europe de football 2020
 (décembre 2022).
Navigation
Groupe C Groupe E
Cet article donne les résultats des matches du groupe D des éliminatoires de l'Euro 2020.
Le Groupe D est composé de 5 équipes nationales européennes avec pour tête de série la Suisse, quatrième de la Ligue des Nations 2018-2019.
La Suisse (1re) et le Danemark (2e) du groupe sont directement qualifiés pour la phase finale de la compétition. La Géorgie (vainqueur de son groupe en Ligue des Nations) et l'Irlande joueront les barrages.

## Classement
| Rang | Équipe                   | Pts | J | G | N | P | Bp | Bc | Diff |  | Résultats (▼ dom., ► ext.) |     |     |     |     |     |
| ---- | ------------------------ | --- | - | - | - | - | -- | -- | ---- |  | -------------------------- | --- | --- | --- | --- | --- |
| 1    | Suisse                   | 17  | 8 | 5 | 2 | 1 | 19 | 6  | +13  |  | Suisse                     |     | 3-3 | 2-0 | 1-0 | 4-0 |
| 2    | Danemark                 | 16  | 8 | 4 | 4 | 0 | 23 | 6  | +17  |  | Danemark                   | 1-0 |     | 1-1 | 5-1 | 6-0 |
| 3    | République d'Irlande (B) | 13  | 8 | 3 | 4 | 1 | 7  | 5  | +2   |  | République d'Irlande (B)   | 1-1 | 1-1 |     | 1-0 | 2-0 |
| 4    | Géorgie (B)              | 8   | 8 | 2 | 2 | 4 | 7  | 11 | -4   |  | Géorgie (B)                | 0-2 | 0-0 | 0-0 |     | 3-0 |
| 5    | Gibraltar                | 0   | 8 | 0 | 0 | 8 | 3  | 31 | -28  |  | Gibraltar                  | 1-6 | 0-6 | 0-1 | 2-3 |     |

- Sélection directement qualifiée pour l'Euro 2020

## Résultats et calendrier
| 1re journée                | Géorgie                                         | 0 - 2   | Suisse                            | Stade Boris-Paichadze, Tbilissi               |                                               |
| 23 mars 2019 15h00 (18h00) |                                                 | (0 - 0) | 56e Zuber (Embolo ) · 80e Zakaria | Spectateurs : 49 207 Arbitrage : Craig Pawson | Spectateurs : 49 207 Arbitrage : Craig Pawson |
| 23 mars 2019 15h00 (18h00) | Kvekveskiri 70e · Khocholava 76e · Gvilia 90+2e | Rapport | 89e Xhaka                         | Spectateurs : 49 207 Arbitrage : Craig Pawson | Spectateurs : 49 207 Arbitrage : Craig Pawson |

|       | Gibraltar                 | 0 - 1   | République d'Irlande        | Victoria Stadium, Gibraltar                           |                                                       |
| 18h00 |                           | (0 - 0) | 49e Hendrick (McGoldrick )  | Spectateurs : 2 000 Arbitrage : Anastasios Papapetrou | Spectateurs : 2 000 Arbitrage : Anastasios Papapetrou |
| 18h00 | Casciaro 41e · Barr 90+2e | Rapport | 45+1e McClean · 67e Stevens | Spectateurs : 2 000 Arbitrage : Anastasios Papapetrou | Spectateurs : 2 000 Arbitrage : Anastasios Papapetrou |

| 2e journée                 | République d'Irlande | 1 - 0   | Géorgie                  | Aviva Stadium, Dublin                             |                                                   |
| 26 mars 2019 20h45 (19h45) | Hourihane 36e        | (1 - 0) |                          | Spectateurs : 40 317 Arbitrage : Serdar Gözübüyük | Spectateurs : 40 317 Arbitrage : Serdar Gözübüyük |
| 26 mars 2019 20h45 (19h45) |                      | Rapport | 14e Kankava · 35e Kashia | Spectateurs : 40 317 Arbitrage : Serdar Gözübüyük | Spectateurs : 40 317 Arbitrage : Serdar Gözübüyük |

|       | Suisse                                                           | 3 - 3   | Danemark                                                            | Parc Saint-Jacques, Bâle                       |                                                |
| 20h45 | ( Ajeti) Freuler 19e · ( Zuber) Xhaka 66e · ( Akanji) Embolo 76e | (1 - 0) | 84e Jørgensen (Eriksen ) · 88e Gytkjær (Poulsen ) · 90+3e Dalsgaard | Spectateurs : 18 352 Arbitrage : Damir Skomina | Spectateurs : 18 352 Arbitrage : Damir Skomina |
| 20h45 | Zakaria 59e · Akanji 90+1e · Embolo 90+4e                        | Rapport | 38e Jørgensen                                                       | Spectateurs : 18 352 Arbitrage : Damir Skomina | Spectateurs : 18 352 Arbitrage : Damir Skomina |

| 3e journée                | Géorgie                                                                          | 3 - 0   | Gibraltar                                          | Stade Boris-Paichadze, Tbilissi                |                                                |
| 7 juin 2019 18h00 (20h00) | ( Kakabadze) Gvilia 30e · ( Gvilia) Papunashvili 59e · Arveladze (en) 76e (pen.) | (1 - 0) |                                                    | Spectateurs : 18 631 Arbitrage : Antti Munukka | Spectateurs : 18 631 Arbitrage : Antti Munukka |
| 7 juin 2019 18h00 (20h00) | Kankava 45e                                                                      | Rapport | 50e Sergeant (en) · 62e Olivero · 75e R. Chipolina | Spectateurs : 18 631 Arbitrage : Antti Munukka | Spectateurs : 18 631 Arbitrage : Antti Munukka |

|       | Danemark                       | 1 - 1   | République d'Irlande | Parken Stadium, Copenhague                    |                                               |
| 20h45 | ( Stryger Larsen) Højbjerg 76e | (0 - 0) | 85e Duffy (Judge )   | Spectateurs : 34 610 Arbitrage : Cüneyt Çakır | Spectateurs : 34 610 Arbitrage : Cüneyt Çakır |
| 20h45 |                                | Rapport | 30e Hourihane        | Spectateurs : 34 610 Arbitrage : Cüneyt Çakır | Spectateurs : 34 610 Arbitrage : Cüneyt Çakır |

| 4e journée         | Danemark                                                                                         | 5 - 1   | Géorgie                                                       | Parken Stadium, Copenhague                            |                                                       |
| 10 juin 2019 20h45 | ( Kjær) Dolberg 13e · Eriksen 30e (pen.) · Dolberg 63e · Poulsen 73e · ( Wass) Braithwaite 90+3e | (2 - 1) | 25e Lobzhanidze (Gvilia )                                     | Spectateurs : 15 387 Arbitrage : Robert Schörgenhofer | Spectateurs : 15 387 Arbitrage : Robert Schörgenhofer |
| 10 juin 2019 20h45 |                                                                                                  | Rapport | 29e Kankava · 51e Kvekveskiri · 54e Gvilia · 65e Papunashvili | Spectateurs : 15 387 Arbitrage : Robert Schörgenhofer | Spectateurs : 15 387 Arbitrage : Robert Schörgenhofer |

|               | République d'Irlande                                       | 2 - 0   | Gibraltar   | Aviva Stadium, Dublin                          |                                                |
| 20h45 (19h45) | ( McGoldrick) Chipolina 29e (csc) · ( McClean) Brady 90+3e | (1 - 0) |             | Spectateurs : 36 281 Arbitrage : Radu Petrescu | Spectateurs : 36 281 Arbitrage : Radu Petrescu |
| 20h45 (19h45) | Stevens 68e                                                | Rapport | 25e Olivero | Spectateurs : 36 281 Arbitrage : Radu Petrescu | Spectateurs : 36 281 Arbitrage : Radu Petrescu |

| 5e journée             | Gibraltar          | 0 - 6   | Danemark | Victoria Stadium, Gibraltar                     |                                                 |
| 5 septembre 2019 20h45 |                    | (0 - 2) | 6e Skov (Eriksen ) · 34e (pen.) Eriksen · 50e (pen.) Eriksen · 69e Delaney (Skov ) · 73e Gytkjær · 78e Gytkjær (Schöne ) | Spectateurs : 2 076 Arbitrage : Jonathan Lardot | Spectateurs : 2 076 Arbitrage : Jonathan Lardot |
| 5 septembre 2019 20h45 | Hernandez (en) 42e | Rapport | 42e Kjær | Spectateurs : 2 076 Arbitrage : Jonathan Lardot | Spectateurs : 2 076 Arbitrage : Jonathan Lardot |

|               | République d'Irlande                    | 1 - 1   | Suisse                  | Aviva Stadium, Dublin                                    |                                                          |
| 20h45 (19h45) | McGoldrick 85e                          | (0 - 0) | 74e Schär (Embolo )     | Spectateurs : 44 111 Arbitrage : Carlos del Cerro Grande | Spectateurs : 44 111 Arbitrage : Carlos del Cerro Grande |
| 20h45 (19h45) | Stevens 15e · Judge 90+1e · Duffy 90+6e | Rapport | 76e Mbabu · 90+6e Schär | Spectateurs : 44 111 Arbitrage : Carlos del Cerro Grande | Spectateurs : 44 111 Arbitrage : Carlos del Cerro Grande |

| 6e journée                     | Géorgie                            | 0 - 0   | Danemark   | Stade Boris-Paichadze, Tbilissi                    |                                                    |
| 8 septembre 2019 18h00 (20h00) |                                    |         |            | Spectateurs : 21 456 Arbitrage : François Letexier | Spectateurs : 21 456 Arbitrage : François Letexier |
| 8 septembre 2019 18h00 (20h00) | Grigalava (en) 42e · Kakabadze 89e | Rapport | 87e Schöne | Spectateurs : 21 456 Arbitrage : François Letexier | Spectateurs : 21 456 Arbitrage : François Letexier |

|       | Suisse                                                                       | 4 - 0   | Gibraltar        | Stade de Tourbillon, Sion                  |                                            |
| 18h00 | ( Xhaka) Zakaria 37e · ( Schär) Mehmedi 43e · Rodríguez 45e · Gavranović 87e | (3 - 0) |                  | Spectateurs : 8 138 Arbitrage : Pavel Orel | Spectateurs : 8 138 Arbitrage : Pavel Orel |
| 18h00 |                                                                              | Rapport | 69e J. Chipolina | Spectateurs : 8 138 Arbitrage : Pavel Orel | Spectateurs : 8 138 Arbitrage : Pavel Orel |

| 7e journée                    | Géorgie            | 0 - 0   | République d'Irlande | Stade Boris-Paichadze, Tbilissi              |                                              |
| 12 octobre 2019 15h00 (17h00) |                    |         |                      | Spectateurs : 24 385 Arbitrage : Marco Guida | Spectateurs : 24 385 Arbitrage : Marco Guida |
| 12 octobre 2019 15h00 (17h00) | Grigalava (en) 87e | Rapport | 65e Whelan           | Spectateurs : 24 385 Arbitrage : Marco Guida | Spectateurs : 24 385 Arbitrage : Marco Guida |

|       | Danemark                     | 1 - 0   | Suisse                          | Parken Stadium, Copenhague                        |                                                   |
| 18h00 | ( Eriksen) Poulsen 85e       | (0 - 0) |                                 | Spectateurs : 35 964 Arbitrage : Aleksei Kulbakov | Spectateurs : 35 964 Arbitrage : Aleksei Kulbakov |
| 18h00 | Poulsen 6e · Dalsgaard 90+2e | Rapport | 2e Lichtsteiner · 76e Rodríguez | Spectateurs : 35 964 Arbitrage : Aleksei Kulbakov | Spectateurs : 35 964 Arbitrage : Aleksei Kulbakov |

| 8e journée            | Gibraltar                                 | 2 - 3   | Géorgie                                                                              | Victoria Stadium, Gibraltar                  |                                              |
| 15 octobre 2019 20h45 | ( Britto) Casciaro 66e · R. Chipolina 74e | (0 - 2) | 10e Kharaishvili (Shengelia ) · 21e Kankava (Ananidze ) · 84e Kvilitaia (Shengelia ) | Spectateurs : 1 455 Arbitrage : Paolo Valeri | Spectateurs : 1 455 Arbitrage : Paolo Valeri |
| 15 octobre 2019 20h45 | Hassan (en) 45+1e · Sergeant (en) 56e     | Rapport | 49e Khocholava                                                                       | Spectateurs : 1 455 Arbitrage : Paolo Valeri | Spectateurs : 1 455 Arbitrage : Paolo Valeri |

|       | Suisse                                       | 2 - 0   | République d'Irlande                                     | Stade de Genève, Genève                           |                                                   |
| 20h45 | ( Mehmedi) Seferović 16e · Duffy 90+3e (csc) | (1 - 0) |                                                          | Spectateurs : 24 766 Arbitrage : Szymon Marciniak | Spectateurs : 24 766 Arbitrage : Szymon Marciniak |
| 20h45 | Xhaka 32e · Akanji 46e                       | Rapport | 32e, 76e Coleman · 34e Browne · 55e Hendrick · 66e Duffy | Spectateurs : 24 766 Arbitrage : Szymon Marciniak | Spectateurs : 24 766 Arbitrage : Szymon Marciniak |

| 9e journée             | Danemark                                                                                                  | 6 - 0   | Gibraltar                      | Parken Stadium, Copenhague                  |                                             |
| 15 novembre 2019 20h45 | Skov 12e · ( Kjær) Gytkjær 47e · Braithwaite 51e · ( Wass) Skov 64e · ( Skov) Eriksen 85e · Eriksen 90+4e | (1 - 0) |                                | Spectateurs : 24 033 Arbitrage : István Vad | Spectateurs : 24 033 Arbitrage : István Vad |
| 15 novembre 2019 20h45 | | Rapport | 14e Olivero · 26e J. Chipolina | Spectateurs : 24 033 Arbitrage : István Vad | Spectateurs : 24 033 Arbitrage : István Vad |

|       | Suisse               | 1 - 0   | Géorgie                      | Kybunpark, Saint-Gall                           |                                                 |
| 20h45 | ( Zakaria) Itten 77e | (0 - 0) |                              | Spectateurs : 16 400 Arbitrage : Danny Makkelie | Spectateurs : 16 400 Arbitrage : Danny Makkelie |
| 20h45 | Steffen 74e          | Rapport | 29e Khocholava · 31e Kankava | Spectateurs : 16 400 Arbitrage : Danny Makkelie | Spectateurs : 16 400 Arbitrage : Danny Makkelie |

| 10e journée            | Gibraltar                                   | 1 - 6   | Suisse | Victoria Stadium, Gibraltar                   |                                               |
| 18 novembre 2019 20h45 | Styche (en) 74e                             | (0 - 1) | 10e Itten (Vargas ) · 50e Vargas (Benito ) · 57e Fassnacht · 75e Benito (Fassnacht ) · 84e Itten (Lang ) · 86e Xhaka (Itten ) | Spectateurs : 2 079 Arbitrage : Benoît Millot | Spectateurs : 2 079 Arbitrage : Benoît Millot |
| 18 novembre 2019 20h45 | Walker 29e · Britto 78e · Styche (en) 90+2e | Rapport | 18e Rodríguez · 49e Elvedi | Spectateurs : 2 079 Arbitrage : Benoît Millot | Spectateurs : 2 079 Arbitrage : Benoît Millot |

|               | République d'Irlande     | 1 - 1   | Danemark                      | Aviva Stadium, Dublin                        |                                              |
| 20h45 (19h45) | ( Stevens) Doherty 85e   | (0 - 0) | 73e Braithwaite (Dalsgaarg )  | Spectateurs : 50 000 Arbitrage : Felix Brych | Spectateurs : 50 000 Arbitrage : Felix Brych |
| 20h45 (19h45) | Whelan 55e · McClean 78e | Rapport | 33e Schöne · 90+3e Schmeichel | Spectateurs : 50 000 Arbitrage : Felix Brych | Spectateurs : 50 000 Arbitrage : Felix Brych |

## Statistiques

### Liste des buteurs
| 5 buts - Christian Eriksen 4 buts - Christian Gytkjær 3 buts - Martin Braithwaite - Robert Skov - Cedric Itten 2 buts - Kasper Dolberg - Yussuf Poulsen - Granit Xhaka - Denis Zakaria | 1 but - Henrik Dalsgaard - Thomas Delaney - Pierre-Emile Højbjerg - Mathias Jørgensen - Vato Arveladze (en) - Valerian Gvilia - Jaba Kankava - Giorgi Kharaishvili - Giorgi Kvilitaia - Saba Lobzhanidze - Giorgi Papunashvili - Lee Casciaro - Roy Chipolina - Reece Styche (en) - Robbie Brady - Matt Doherty | - Shane Duffy - Jeff Hendrick - Conor Hourihane - David McGoldrick - Loris Benito - Breel Embolo - Christian Fassnacht - Edimilson Fernandes - Remo Freuler - Mario Gavranović - Admir Mehmedi - Ricardo Rodríguez - Fabian Schär - Haris Seferović - Ruben Vargas - Steven Zuber |

Contre son camp  (csc)
- Joseph Chipolina (pour l'Irlande)

### Liste des passeurs
| 3 passes décisives - Christian Eriksen 2 passes décisives - Breel Embolo - Simon Kjær - Robert Skov - Daniel Wass - David McGoldrick - Valerian Gvilia - Levan Shengelia | 1 passe décisive - Albian Ajeti - Manuel Akanji - Loris Benito - Christian Fassnacht - Cedric Itten - Michael Lang - Admir Mehmedi - Fabian Schär - Ruben Vargas - Granit Xhaka - Denis Zakaria | - Steven Zuber - Henrik Dalsgaard - Yussuf Poulsen - Lasse Schöne - Jens Stryger Larsen - Alan Judge - James McClean - Enda Stevens - Jano Ananidze - Otar Kakabadze - Ethan Britto |

## Discipline
Un joueur est automatiquement suspendu pour le match suivant :
- S'il cumule trois avertissements (cartons jaunes) lors de trois matchs différents.
- S'il se voit décerner une exclusion de terrain (carton rouge).
- S'il cumule cinq avertissements lors de matchs différents.
- Pour chaque avertissement à partir du cinquième.
  - En cas d’infraction grave, l’Instance de contrôle, d’éthique et de discipline de l'UEFA est habilitée à aggraver la sanction, y compris en l'étendant à d'autres compétitions.

| Joueurs        | Cartons | Suspensions                                     |
| -------------- | --- | ----------------------------------------------- |
| Jaba Kankava   | 2e journée, contre République d'Irlande (26 mars 2019) · 3e journée, contre Gibraltar (7 juin 2019) · 4e journée, contre Danemark (10 juin 2019)   | 6e journée, contre Danemark (8 septembre 2019)  |
| Enda Stevens   | 1re journée, contre Gibraltar (23 mars 2019) · 4e journée, contre Gibraltar (10 juin 2019) · 5e journée, contre Suisse (5 septembre 2019)          | 7e journée, contre Géorgie (12 octobre 2019)    |
| Séamus Coleman | 8e journée, contre Suisse (15 octobre 2019) | 10e journée, contre Danemark (18 novembre 2019) |
| Jayce Olivero  | 3e journée, contre Géorgie (7 juin 2019) · 4e journée, contre République d'Irlande (10 juin 2019) · 9e journée, contre Danemark (15 novembre 2019) | 10e journée, contre Suisse (18 novembre 2019)   |